# Слов'янська сільська рада (Роздольненський район)
Слов'я́нська сільська́ ра́да — адміністративно-територіальна одиниця та орган місцевого самоврядування в Роздольненському районі Автономної Республіки Крим. Адміністративний центр — село Слов'янське.

## Загальні відомості
- Населення ради: 1 734 особи (станом на 2001 рік)

## Населені пункти
Сільській раді підпорядковані населені пункти:
- с. Слов'янське
- с. Аврора

## Склад ради
Рада складається з 16 депутатів та голови.
- Голова ради: Саковський Володимир Олексійович
- Секретар ради: Скупейко Інна Леонтіївна

### Керівний склад попередніх скликань
| Прізвище, ім'я, по батькові      | Основні відомості                                                                       | Дата обрання | Дата звільнення |
| -------------------------------- | --------------------------------------------------------------------------------------- | ------------ | --------------- |
| Саковський Володимир Олексійович | Сільський голова, 1951 року народження, освіта середня спеціальна, член Партії регіонів | 26.03.2006   | 31.10.2010      |
| Саковський Володимир Олексійович | Сільський голова, 1951 року народження, освіта середня спеціальна, член Партії регіонів | 31.10.2010   |                 |

Примітка: таблиця складена за даними сайту Верховної Ради України

### Депутати
За результатами місцевих виборів 2010 року депутатами ради стали:

#### За суб'єктами висування
| Суб'єкт висування                 | Кількість обраних депутатів | %    |
| --------------------------------- | --------------------------- | ---- |
| Партія регіонів                   | 15                          | 93,8 |
| Політична партія «Руська Єдність» | 1                           | 6,3  |

#### За округами
| № округу                          | Прізвище, ім'я, по батькові      | Дата визнання обраним | Освіта  | Партійна приналежність | Відомості про обраного депутата                            |
| --------------------------------- | -------------------------------- | --------------------- | ------- | ---------------------- | ---------------------------------------------------------- |
| Партія регіонів                   |                                  |                       |         |                        |                                                            |
| 1                                 | Мельничук Лариса Миколаївна      | 01.11.2010            | вища    | позапартійна           | Слов'янський фельдшерсько-акушерський пункт, санітарка     |
| 2                                 | Ващук Валентина Володимирівна    | 01.11.2010            | вища    | член Партії регіонів   | пенсіонер                                                  |
| 3                                 | Закордонець Галина Дмитрієвна    | 01.11.2010            | середня | позапартійна           | Слов'янська школа, технічний працівник                     |
| 4                                 | Постовойтенко Ніна Миколаївна    | 01.11.2010            | вища    | член Партії регіонів   | пенсіонер                                                  |
| 5                                 | Ястремський Віктор Францович     | 01.11.2010            | вища    | член Партії регіонів   | приватний підприємець                                      |
| 6                                 | Курбакова Світлана Іванівна      | 01.11.2010            | вища    | позапартійна           | Слов'янський фельдшерсько — акушерський пункт, завідувачка |
| 8                                 | Христенко Галина Григорівна      | 01.11.2010            | вища    | член Партії регіонів   | Слов'янська сільська рада, бухгалтер                       |
| 9                                 | Ломянська Людмила Миколаївна     | 01.11.2010            | середня | позапартійна           | ВАТ Роздольненська СПМК −73, касир                         |
| 10                                | Смотрицька Світлана Валентинівна | 01.11.2010            | вища    | член Партії регіонів   | Слов'янська сільська рада, землевпорядник                  |
| 11                                | Скупейко Інна Леонтівна          | 01.11.2010            | вища    | член Партії регіонів   | Слов'янська сільська рада, секретар виконкому              |
| 12                                | Суханова Людмила Михайлівна      | 01.11.2010            | вища    | член Партії регіонів   | Ощадний банк, касир                                        |
| 13                                | Калужський Віктор Борисович      | 01.11.2010            | середня | член Партії регіонів   | тимчасово не працює                                        |
| 14                                | Фьодоров Микола Григорович       | 01.11.2010            | середня | член Партії регіонів   | тимчасово не працює                                        |
| 15                                | Колесніченко Валентина Петрівна  | 01.11.2010            | вища    | член Партії регіонів   | Слов'янська сільська рада, головний бухгалтер              |
| 16                                | Волков Сергій Васильович         | 01.11.2010            | середня | позапартійний          | пенсіонер                                                  |
| Політична партія «Руська Єдність» |                                  |                       |         |                        |                                                            |
| 7                                 | Щурина Любов Борисівна           | 01.11.2010            | середня | позапартійна           | Роздольненське районне споживче товариство, продавець      |